# Estepa de mamuts

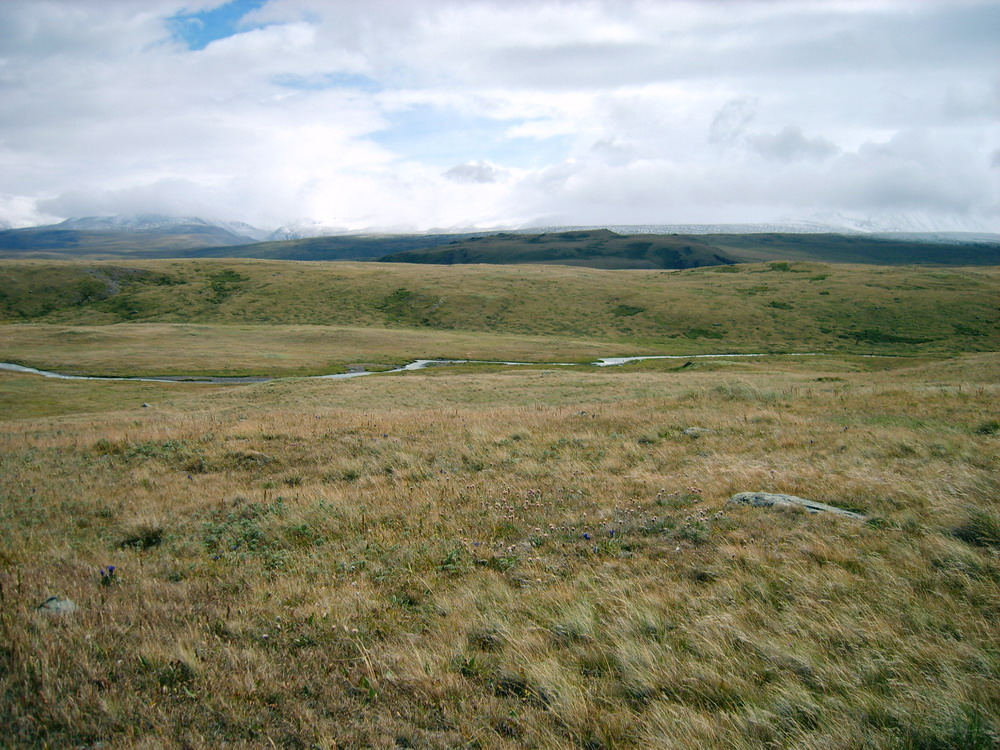
Ukok, un dels últims vestigis de l'estepa de mamuts

L'estepa de mamuts o estepa-tundra fou el bioma més extens de la Terra durant l'últim màxim glacial. S'estenia des de la península Ibèrica, per tot Euràsia, fins a Nord-amèrica, a través de Beríngia i el Canadà. Anava des de les illes àrtiques fins a la Xina. Era freda, seca i sense gaire relleu, tot i que la topografia i la geografia variaven considerablement d'una regió a l'altra. Algunes zones tenien rius que, mitjançant l'erosió, formaven gorges, barrancs i petites clotades. L'avenç i el retrocés del glaç al llarg dels mil·lennis contribuí de manera més significativa a la formació de valls grans i diversos accidents geogràfics. Tanmateix, en general, l'estepa era un herbassar extens i pla. La vegetació dominant eren herbes i matolls d'alta productivitat.
La biomassa animal es componia principalment d'espècies com ara el caribú, el bou mesquer, la saiga d'estepa, el bisó estepari, el cavall salvatge, el rinoceront llanut i el mamut llanut. Alhora, aquests herbívors, eren perseguits i caçats per diversos carnívors, com ara l'os bru, el lleó de les cavernes, l'homoteri, el golut i llop, entre d'altres. Aquest ecosistema, que cobria bona part de l'hemisferi nord, prosperà durant uns 100.000 anys sense canvis importants, però s'encongí fa aproximadament 12.000 anys.
Els éssers humans moderns començaren a habitar el bioma després de la seva sortida d'Àfrica i ja havien arribat al cercle polar àrtic al nord-est de Sibèria fa uns 32.000 anys.